# Даксенхаузен
Даксенхаузен (нем. Dachsenhausen) — община в Германии, в земле Рейнланд-Пфальц. 
Входит в состав района Рейн-Лан. Подчиняется управлению Браубах.  Население составляет 1044 человека (на 31 декабря 2010 года). Занимает площадь 10,17 км².